# Sludge content

Le Sludge content (pouvant se traduire quelque chose comme « contenu vaseux ») désigne les vidéos en écran partagé trouvables notamment sur la plateforme de médias sociaux TikTok.
La caractéristique principale du sludge content réside dans la présence d'un contenu annexe non pertinent, attirant l'attention, destiné à augmenter la rétention du spectateur : les vidéos sont ainsi partagées entre le contenu que le vidéaste souhaite mettre en avant (quel qu'il soit), et la partie sludge, destinée à conserver l'attention du public pour toute la durée de la vidéo.
Les sludges les plus courantes incluent des gameplays mobiles répétitifs (notamment le jeu mobile de course sans fin (en) Subway Surfers) et des clips ASMR et/ou « étrangement satisfaisant ».
Le sludge content a été qualifié de pratique surstimulante et addictive,. Le genre a été décrit comme reflétant et contribuant au déclin de la capacité d'attention, (bien que ces interprétations aient été critiquées). Le sludge content peut également conduire à une dissociation normative, ce qui peut être apaisant.
Une étude de 2020 a révélé que l’utilisation simultanée de divers médias numériques sur plusieurs appareils peut nuire à l’attention et à la mémoire chez les jeunes adultes. Des inquiétudes ont été soulevées quant à la popularité de ce type de contenu en écran partagé auprès des jeunes enfants de la génération Alpha.